# Berg en Dal (Suriname)
Berg en Dal (Sranantongo: Bergi) ist ein Dorf und eine ehemalige Plantage im südamerikanischen Suriname im Norden des Distrikts Brokopondo am linken Ufer des Suriname am Fuß des Blauen Berges.

## Militärposten, Goldmine
Die europäische, niederländische und koloniale Geschichte von Berg en Dal begann 1713 mit der Anlage eines Militärpostens zum Schutz der weiter nördlich stromabwärts am Suriname gelegenen Plantagen gegen Überfälle der Marrons. Der Posten wurde auf dem Blauen Berg angelegt, der auf alten Karten auch Armadille Hill (Gürteltier-Berg) oder auch Parnassus Berg (Berg der Musen) genannt wird.
Ab 1717 wurde hier unter dem Bergwerksdirektor Salomon Herman Sanders aus Hessisch Oldendorf, damals Exklave der Landgrafschaft Hessen-Kassel nach Gold gegraben. Diese Aktivitäten wurden 1722 durch Gouverneur Hendrik Temming gestoppt, da die Kosten für die Eigentümer von Suriname und Betreiber der Mine, der Sociëteit van Suriname in keinem Verhältnis zur Ausbeute standen.

## Plantage
Temming fand jedoch den Ort geeignet, um hier mit dem Anbau von Zuckerrohr zu beginnen. Noch im selben Jahr nahm er 1.500 akker (1 akker = ca. 0,43 ha) in Besitz, ersteigerte von der Sociëteit am Blauen Berg weiteres Land, einschließlich Gebäuden der aufgegebenen Goldmine, und erwarb auf der gegenüberliegenden Seite des Flusses weiteres Ackerland. Noch während seiner Amtszeit (1722–1727) – die in dieser Zeit in der Regel mit dem Tod endete – vergrößerte er die Zuckerrohr-Plantage auf insgesamt 5.000 akker, die von rund 80 Sklaven betrieben wurde.
Während der Amtsperiode von Gouverneur Joan Raye (1735–1737), der die Witwe seiner Vorgänger Hendrik Temming und Carel Emilius Henry de Cheusses (1728–1734), Charlotte Elisabeth van der Lith (1700–1753) geheiratet hatte, wurde Berg en Dal in eine Holzplantage umgewandelt. Charlotte Elisabeth van der Lith war zu dieser Zeit Alleineigentümerin der Plantage. Raye hatte während seiner kurzen Amts- und Lebenszeit als Gouverneur die Zuckerrohr-Plantage Breukelerwaard am Oberlauf des Commewijne gegründet. Im Gegensatz zu Berg en Dal war hier der Boden für die Pflanzungen geeigneter und die Verschiffung der Produkte nach Paramaribo wesentlich kürzer. Nach seinem Ableben erbte Charlotte Elisabeth verwitwete Raye, geborene van der Lith, Breukelerwaard. Ab diesem Zeitpunkt verwaltete sie als Eigentümerin bis zu ihrem Tode 1753 beide Plantagen mit viel Durchsetzungsvermögen und Geschick. Ab 1774, in dem Jahr verlegte ihre Tochter aus erster Ehe, Johanna Baldina Couderc, geborene Temming, ihren Wohnsitz von Paramaribo nach Amsterdam, wurden die Plantagen von Verwaltern in Paramaribo geführt. Die Erben von Charlotte Elisabeth van der Lith lebten ab 1774 in den Niederlanden und in Deutschland.

## Emanzipation

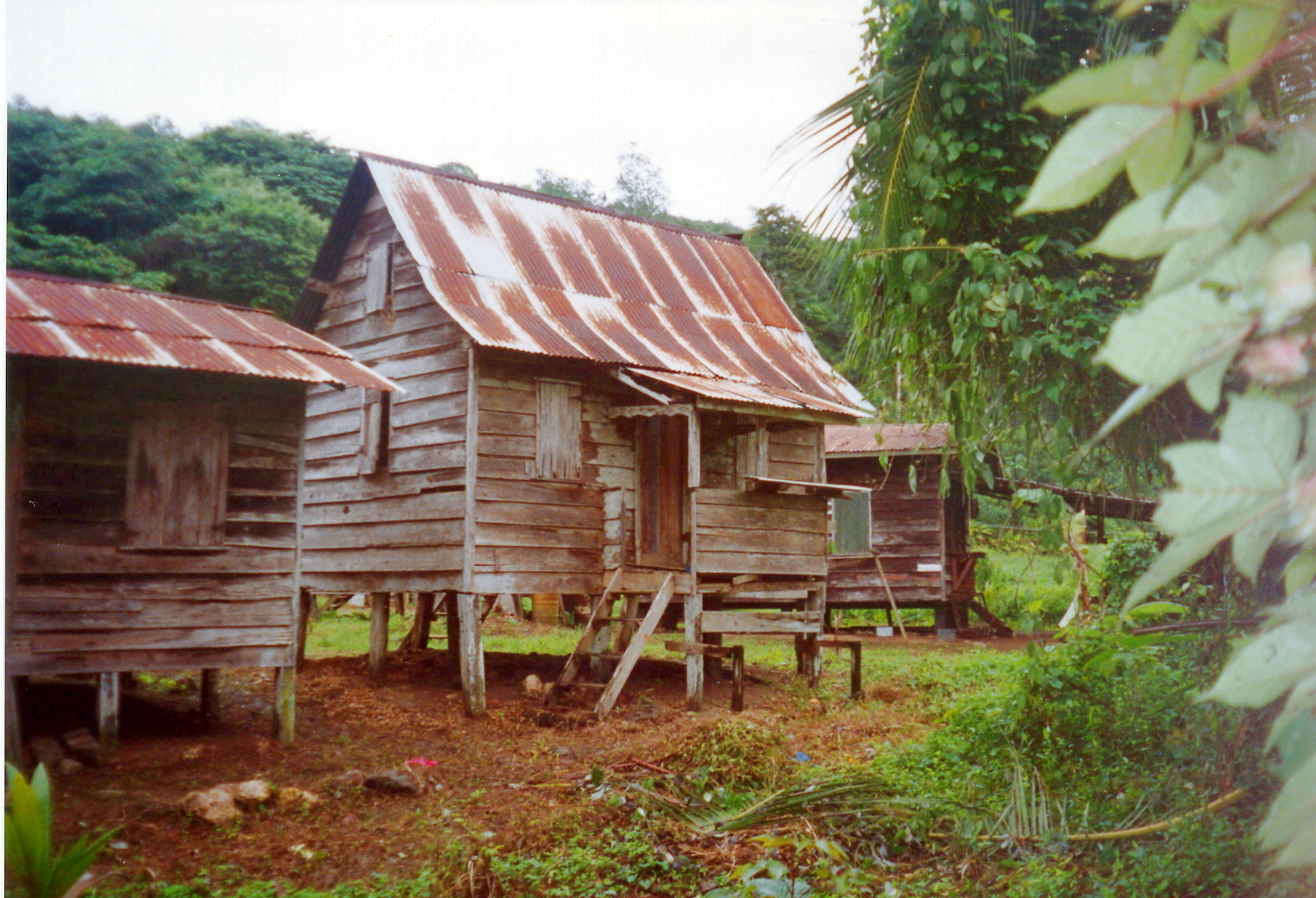
Typisches Haus für einen Sklavenhaushalt auf Berg en Dal; März 2002

Am 1. Juli 1863 wurde die Sklaverei in Suriname abgeschafft (Sranan: ketikoti; zerrissene Kette- oder von den Ketten befreit). Als Entschädigung für den „Verlust“ wurden vom niederländischen Staat an die Eigentümer 300 Gulden pro Sklave bezahlt. Für die Eigentümer der 315 Sklaven von Berg en Dal betrug die Entschädigungssumme also 94.500 Gulden, die bis in den kleinsten Miteigentumsanteil ausbezahlt wurden. Gleichzeitig wurden an die Berg en Daler Sklaven in der mütterlichen Linie Nachnamen vergeben wie u. a. Helstone, Herrenberg, Hongerbron, Horb, Lemberg, Muringen, Seedorf, Walden.

## Neue Eigentümer, Missionsstation
Nach der Emanzipation verkauften die Nachfahren und Erben von C. E. van der Lith in den Niederlanden und Deutschland ihre Miteigentumsanteile an den Plantagen Berg en Dal und Breukelerwaard. Über den Verwalter in Paramaribo, Guillaume J. A. Bosch Reitz kam 1870 der größte Teil, und 1882 bei einer Versteigerung der restliche Teil der Holzplantage Berg en Dal in das Eigentum der Missionsfirma der Herrnhuter Brüdergemeine, Christoph Kersten & Co (CKC) in Paramaribo. Von der Missionsdirektion in Herrnhut wurde der Kauf beschlossen, um hier eine Hauptmissionsstation zur Missionsarbeit im Buschland unter den Saramaccanern am Oberlauf des Suriname einzurichten. Die Missionsarbeit der Evangelischen Broedergemeente (EBG) unter den Sklaven von Berg en Dal war, wie auf vielen anderen Plantagen, in den 1830er Jahren möglich geworden; und 1839 wurde hier die erste Kirche gebaut. Diese Kirche war gleichzeitig Schulhaus für die Kinder von Berg en Dal. Bis 1856 war es allerdings verboten, an Sklaven Schreibunterricht zu erteilen.
Berg en Dal bestand 1870 aus einem Herren-Plantagenhaus, einem Direktorshaus, einer Kirche, einem kleinen Hospital, einer Schreinerei, einem Nutzgarten und einem kleinen Viehbestand. Das Dorf bestand aus ca. 80 kleinen Holzhäusern und der Holzgrund hatte ein Areal von 9.750 akker.
Trotz der schönen Lage am Fluss war Berg en Dal im Laufe der Jahrzehnte für die europäischen Schwestern und Brüder der EBG zu einem gefürchteten Malaria-Ort (Sranan: dede kondre; Ort des Todes) geworden. Dieser durch die Missionare damals verwendete Begriff war vielleicht etwas übertrieben, aber die Lage des Dorfes stellte ein Problem dar. In Suriname herrschen Ostwinde vor. Da die Gebäude der Plantage auf der Westseite vor dem Blauen Berg stehen bzw. standen, blieben Wind und Ausdünstungen hinter dem Dorf am Berg „hängen“. Vor allem während der Regenzeiten kam es hierdurch zum Ausbruch von Tropenkrankheiten und durch die ungenügende ärztliche Versorgung auch zu Todesfällen. Ab 1914 wurde Berg en Dal deswegen als Hauptmissionsplatz aufgegeben.

### Missionare

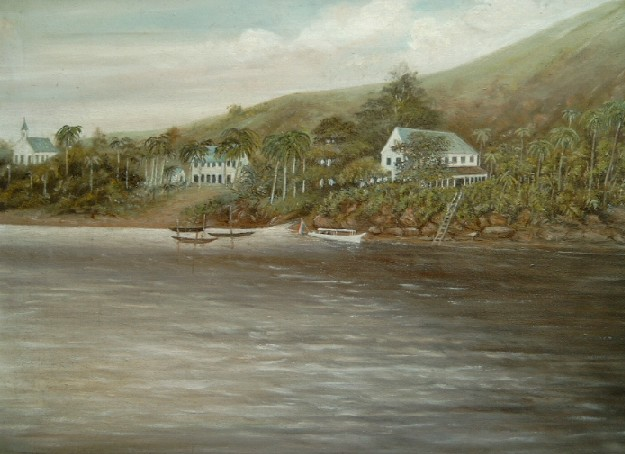
Missionsstation ca. 1885

Nach dem ersten Missionars-Ehepaar Eduard und Marie Lehmann, geborene Treu das nach dem Kauf der Plantage durch die EBG ab 1870 ihren Wohnsitz auf Berg en Dal genommen hatte, folgte das Ehepaar Karl Wilhelm Raatz. Von seiner zweiten Ehefrau Malvine Raatz geborene Bartels ist ein Aquarell von der Missionsstation bewahrt geblieben. Es zeigt von rechts nach links, das Plantagen- und ab 1870 Wohnhaus der Missionare, die Polizeistation und die Kirche am Fuß des Blauen Berges. Das Bild entstand wahrscheinlich zwischen 1879 und 1885, als sie hier wohnte.
Karl Wilhelm Raatz verstarb am 24. November 1885 in Berg en Dal und wurde auf dem Blauen Berg begraben. Auf dem Bergrücken wurde bereits zur Zeit der Sklaverei ein Friedhof angelegt. Einige Grabstätten sind bis heute (2018) erhalten geblieben.

### Polizeistation
Ende des 19. Jahrhunderts wurde eine Polizeistation eingerichtet. Die auf den Goldfeldern oberhalb von Berg en Dal tätigen Goldgräber mussten sich hier jeweils an- und abmelden. Außerdem war Berg en Dal zeitweise Gerichtsort für Delikte auf den Minen. Zu dieser Zeit bestand ein regelmäßiger Fährdienst mit Dampfschiffen von und nach Paramaribo.

## Niedergang und Zukunft

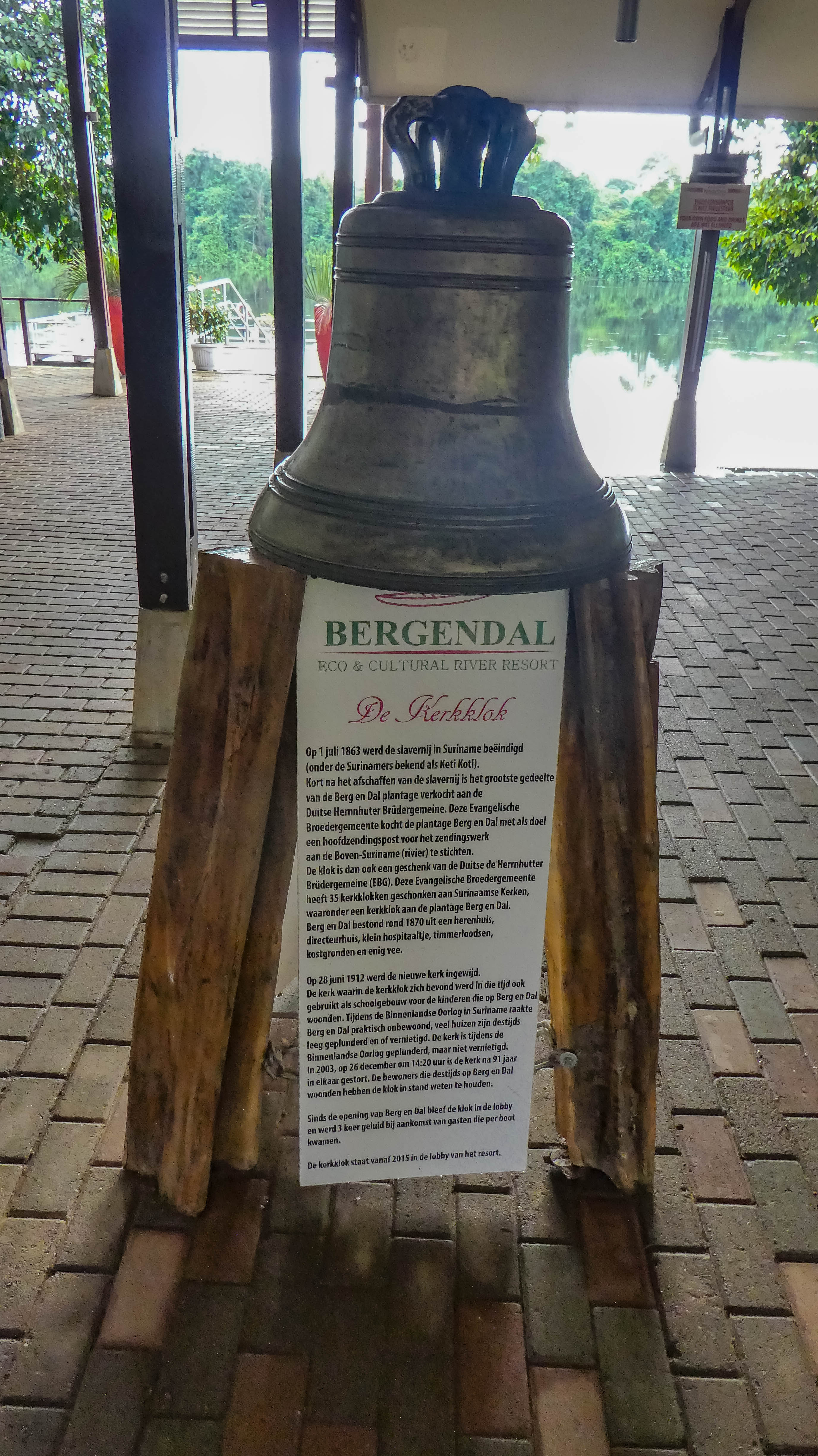
Kirchenglocke in der Lobby

Mit dem Bau einer Wegeverbindung Paramaribo-Paranam zum Brokopondo-Stausee im Jahre 1968 wurde Berg en Dal erstmals über den Landweg erschlossen. Damit begann die Abwanderung der Bewohner nach Paramaribo, die von 1986 bis 1992 mit dem sogenannten Dschungelkrieg in Suriname ihren negativen Höhepunkt erreichte, als Berg en Dal praktisch unbewohnt war.
Über Jahrzehnte blieb die ehemalige, ca. 2.400 Hektar (ungefähr hälftig beidseitig vom Suriname) große Plantage, bis auf illegale Goldgrabungsaktivitäten am Blauen Berg ungenutzt. Im Jahre 2003 gab dann der Eigentümer, die C. Kersten & Co N.V. in Absprache mit der Mutterorganisation, der Moravian Church Foundation in Amsterdam eine Machbarkeitsstudie für eine touristische Nutzung in Auftrag.
Nach der positiv ausgefallenen Studie und Sicherung der Finanzierung setzte Anfang August 2007 Präsident Ronald Venetiaan den ersten Spatenstich zum Bau des ehrgeizigen Öko-Projektes Berg en Dal. Bis Ende 2008 wurden hier 45 Lodges, ein Schwimmbad, ein Restaurant, eine Bar, medizinische Einrichtungen und Konferenzgebäude gebaut. Insgesamt wurde das Projekt mit 8 Millionen US-Dollar veranschlagt und es war die erste Großinvestition in den Tourismus im Binnenland von Suriname. Hauptfinanzier war mit 6,5 Millionen US-Dollar die Interamerikanische Entwicklungsbank (IDB). Daneben gibt der Eigentümer CKC sogenannte „Grüne Anteile“ für Kapitalanleger zur Finanzierung des Öko-Projektes aus.
Am 20. Dezember 2008 erfolgte dann die offizielle Eröffnung des Berg en Dal Eco & Cultural River Resort, die ebenfalls durch Präsident Venetiaan vorgenommen wurde. Das Resort bietet an maximal 150 Personen Übernachtungsmöglichkeiten.

### Kirchenglocke
Seit 2015 steht im Eingangsbereich des Resort die Kirchenglocke der letzten, im Jahre 1912 gebauten Kirche von Berg en Dal. Die Glocke war ein Geschenk der Herrnhuter Brüdergemeine in Sachsen. Das hölzerne Kirchengebäude brach im Dezember 2003 in sich zusammen und die Glocke ist das einzige Überbleibsel.

### Überschwemmung
Wegen des hohen Wasserstandes im Brokopondo-Stausee mussten die Entwässerungsventile geöffnet werden. Hierdurch lief im April 2022 auch ein Großteil von Berg en Dal und der Touristenanlage unter Wasser.